# De Luca Daimler
De Luca Daimler è stata una casa automobilistica italiana.

## Storia
Nell'aprile del 1906 i fratelli De Luca fondano a Napoli la De Luca Daimler che ha lo scopo di assemblare e vendere sul territorio italiano le auto inglesi della Daimler Motor Company.
Tutte le parti meccaniche provengono dalla casa madre (la Daimler inglese) che fornisce propulsori 4 cilindri verticali biblocco, con distribuzione a valvole laterali e cilindrata da 3 a 10 litri. L'azienda italiana si occupa della fabbricazione dei telai (che poi rivende anche alla stessa casa inglese) e all'assemblaggio.
Nel 1909 la Daimler non rispetta il contratto con gli italiani e non ritira i telai costringendo la società a sospendere la produzione nel 1910 e a cambiare il nome della società in Daimler Italiana; la nuova denominazione avrà vita breve sarà infatti chiusa alla fine dello stesso anno.

## Modelli
Le vetture erano di categorie medio superiore i modelli della casa erano 4: 16-24 hp, 28-40 hp, 32-55 hp e 42-65 hp.

## Prototipi
Nel 1908 la casa italiana crea autonomamente la Auto Mista, uno dei primi esempi di auto ibrida: era dotata di un motore a benzina di 6786 cm³ che le permetteva di raggiungere i 60 km/h e di un motore elettrico a batterie di 80 elementi, che invece faceva raggiungere alla vettura i 30 km/h.
I fratelli De Luca continuarono con la creazione di alcuni prototipi ma la crisi del 1909 e la chiusura del 1910 li costringeranno ad abbandonare il progetto.